# Cylindrophis isolepis
Espèce
Cylindrophis isolepis est une espèce de serpents de la famille des Cylindrophiidae.

## Répartition
Cette espèce est endémique de l'île Tanahjampea dans la province de Sulawesi du Sud en Indonésie.

## Description
Le spécimen décrit par Boulenger mesurait 430 mm.

## Publication originale
- Boulenger, 1896 : Descriptions of new reptiles and batrachians obtained by Mr. Alfred Everett in Celebes and Jampea. Annals and Magazine of Natural History, ser. 6, vol. 18, p. 62-64 (texte intégral).